# Aphonomorphus pallidissimus
Aphonomorphus pallidissimus är en insektsart som först beskrevs av Walker, F. 1869.  Aphonomorphus pallidissimus ingår i släktet Aphonomorphus och familjen syrsor. Inga underarter finns listade i Catalogue of Life.